# Kostel svatého Klimenta (Mirovice)
Kostel svatého Klimenta je římskokatolický kostel v Mirovicích v okrese Písek. Je zasvěcen sv. Klimentu I., papeži a mučedníkovi, který bývá uváděn jako Klement Římský. Pod tímto zasvěcením je kostel uváděn v církevním katalogu českobudějovické diecéze. Kostel svatého Klimenta je chráněnou kulturní památkou.

## Historie
Původní výstavba je z poloviny 13. století zvíkovsko-píseckou stavební hutí. Jediným zbytkem původní výstavby je část zdiva a raně gotický portál z roku 1240–1250 v severní části. Při přestavbě v letech 1720–1726 byl kostel přeorientován, oltář přenesen z východní strany na západní, zvětšen o přístavbu celého presbytáře s dvěma postranními kaplemi a zbarokizován krumlovským stavitelem Franz Jakobem Fortinem. Poslední generální oprava se uskutečnila v roce 1932. Předpokládá se, že kostel byl v době svého vzniku opevněný a sloužil jako střežící hrad na obchodní stezce nad brodem říčky Skalice (též Mlčava, Vlčava). Odtud také zachovalý název „Na Hradci“. Otázka, zda zasvěcení navazovalo na přenesení hradské správy z nedaleké Bozně (Nad Počáply) na Zvíkov, zůstane i nadále nezodpovězena, byť se o to pokoušeli historičtí odborníci i archeologové. První písemná zmínka pochází již z roku 1342. Prvním známým farářem zde byl kněz Ondřej v roce 1359. Mirovicko jako součást bozeňského vikariátu patřilo podle nejstaršího popisu z roku 1344–1350 pod pražskou diecézi.

## Popis

### Exteriér
Nad hlavním vchodem kostela je umístěn plastický znak schwarzenberský, ve výklenku socha svatého Floriána a na vrcholu železný kříž s kohoutem. Nad křížením lodi pak čtyřboká vížka, krytá osmibokým jehlancem přecházejícím v lucernu s baňkou.
V novodobé historii, době polistopadové, byla rozsáhle opravena celá fasáda (1992, za administrace P. Karla Kosteleckého), později pak opatřen zcela nový krov a krytina (správa vikáře P. Jana Krejsy z Mirotic). Následně byla  provedena výměna oken.

### Interiér
Zmíněný vikář P. J. Krejsa nechal rovněž zhotovit i nový hlavní oltář a provedl úpravu postranního oltáře svatého Linharta (domovsky označovaný Božského Srdce Páně) se svatostánkem. Za administrace P. Jana Špačka byla provedena výměna oken a další vnitřní úpravy včetně přemalby celého kostela. Původní malba interiéru (šedobéžová) z roku 1932 byla přemalována v barvě žluté, ponechány byly některé ornamentální části.
Vnitřní dispoziční úpravu kostel doznal v návaznosti na závěry Druhého vatikánského koncilu v šedesátých letech.
Mezi významné památky patří socha dřevěné Madony v mírně nahnutém postoji, na levé ruce držící nahého Ježíška, pocházející z první čtvrtiny 15. století. Odborně byla restaurována v roce 1948 za administrace P. Jana Skřivana.
Boční oltáře: sv. Linharta s jeho sochou, Božího hrobu, sv. Panny Barbory s jejím obrazem (používaný jako Getsemanská zahrada), Panny Marie, sv. Jana Nepomuckého s jeho sochou.
Socha sv. Václava, pořízená roku 1696 z iniciativy P. M. Rosy. Po zakoupení místním voskařem Padovcem byla původně umístěna ve výklenku domu čp. 76 na náměstí.
Několik náhrobků zhotovených z červeného mramoru. Umístěny na stěnách hlavní lodi a ve zdi u vchodu, největší pak na podlaze hlavní lodi, který kryl vchod do krypty. Pocházejí z let 1571, 1589 a 1601.
Nejcennější památkou je gotická monstrance, v současné době umístěna v depozitáři biskupství. V době poslední války byla P. Janem Skřivanem uschována na nedalekém statku v Podskalí.
Iluzorní malba za hlavním oltářem pocházející z roku 1736 od sušického a mirovického malíře Jana Chlumeckého, jak uváděl matrikář Jan Toman. Alexandr Debnar však dovozuje jako autora Jana Kašpara Schmidtgunstera. Přemalba z roku 1781, dle pamětní knihy  malířem Špeltou.
Mezi další památky patří řada obrazů např. sv. Panny Barbory. Někdy uváděný obraz Navštívení Panny Marie se v kostele nikdy nepodařilo dokumentovat.
Cínová křtitelnice, renovovaná v roce 2001 (administrace P. M. Ratyňski) byla pořízena v roce 1633 (jiný údaj 1632). Kovolitecká práce s obšírným nápisem, že byla pořízena k větší cti a chvále Boží za panování orlického knížete Jana Oldřicha z Eggenbergu.
Křížová cesta o 14 zastaveních v plastickém provedení je osazená po obou zdích hlavní lodi.
Barokní varhany od F. Semráda z roku 1769, na které si zahrál svého času i Antonín Dvořák, byly v roce 1911 nahrazeny novými pneumatickými romantickými varhanami od Jana Tučka z Kutné Hory, vestavěnými do původní skříně. V šedesátých letech doprovodily také Eduarda Hakena a Martu Krásovou.

### Související objekty
Jako neodlučnou součást kostela nutno uvést Budovu děkanství s čp. 1, postavenou v barokním slohu roku 1732, do té doby zde stávala jen skrovná přízemní budova. Poslední generální oprava v roce 1932, rozsáhlá oprava střešní krytiny v padesátých letech (administrace P. Josef Kavale). Další dílčí úpravy pak v pozdějších letech, kdy původní místnost kanceláře byla upravena na kapli v moderním stylu, dnes používaná pro bohoslužby především v zimním období. V některých místnostech jsou stropy zdobeny pozdně barokní štukovou výzdobou. I při pozdějších opravách došlo k zachování slunečních hodin v úrovni prvního patra na fasádě proti kostelu.
Dalším objektem je věž-zvonice, která vznikla přestavbou a zvýšením původní věže v roce 1676 (dle jiného zdroje 1673). Již v roce 1625 byla osazena věžními hodinami. Ty byly při velké bouři v roce 1630 shozeny a v posléze panující vojně zcela rozebrány. Další pak byly po vleklých sporech umístěny na budovu radnice.
V současné době jsou na věži tři zvony s velice pestrou historií.
Kolem kostela se dříve nacházel hřbitov, na kterém se definitivně přestalo pohřbívat až po roce 1790 s návazností na josefínská nařízení.
Současně byl ve městě založen nový hřbitov „Na Sychrově“.
Část kostela dnes obepíná mohutná zeď. Stavba původní zdi kolem hřbitova je datována rokem 1689 a vyžádala si značný náklad, takže otázka financování se ještě dlouho řešila s pomocí pana knížete. Značně zadlužené záduší hledalo stále nové zdroje příjmů. Například pokutami za prohřešky proti šestému přikázání.
Na kostelní zdi stojí socha sv. Jana Nepomuckého, na soklu s uvedeným letopočtem 1717. Údaj o roku 1708 však uvádí původní záznam tehdejšího mirovického faráře P. M. Rosy.
Plastický náhrobník nazývaný jako „plačka“ u schodiště do kostela je náhrobkem paní Marie Anny z Helversteinu, roz. Hildprantové, zemřelé roku 1802. Představuje plačícího anděla o jehlanec opřeného. Pozdější úpravy (nátěry) neodpovídaly odbornému ošetření.
Pod kostelem se nachází pohřební krypta, kterou vystavěli páni Loubští roku 1556, ve které se pohřbívalo do roku 1780 (v jiném zdroji 1784). Oprava je datována rokem 1699. Poslední průzkum byl proveden v roce 1960 s pořízením podrobné dokumentace.
Sošku sv. Floriána při poslední generální opravě krovu ošetřil a znovu natřel lidový řezbář pan Vevera z nedalekého Pohoří.
Misijní kříž, původně umístěný na fasádě kostela proti farní budově, byl přenesen na západní stranu a plechový korpus Ukřižovaného byl opatřen novým nátěrem Alexandrem Šachem.

## Zajímavosti
Pod děkanství v Mirovicích dále spadal filiální kostel sv. Jana Křtitele na Stražišti, jako expozitura kostel sv. Karla Boromejského v Zalužanech a po jistou dobu také kostel sv. Petra a Pavla v Pohoří. V současné době jsou kostely spravovány z Březnice.
Nejstarší zajímavostí je bezesporu zmínka o původním hlavním oltáři, který nesl zasvěcení Narození Panny Marie, později byl přenesený do hřbitovní kaple.

## Galerie

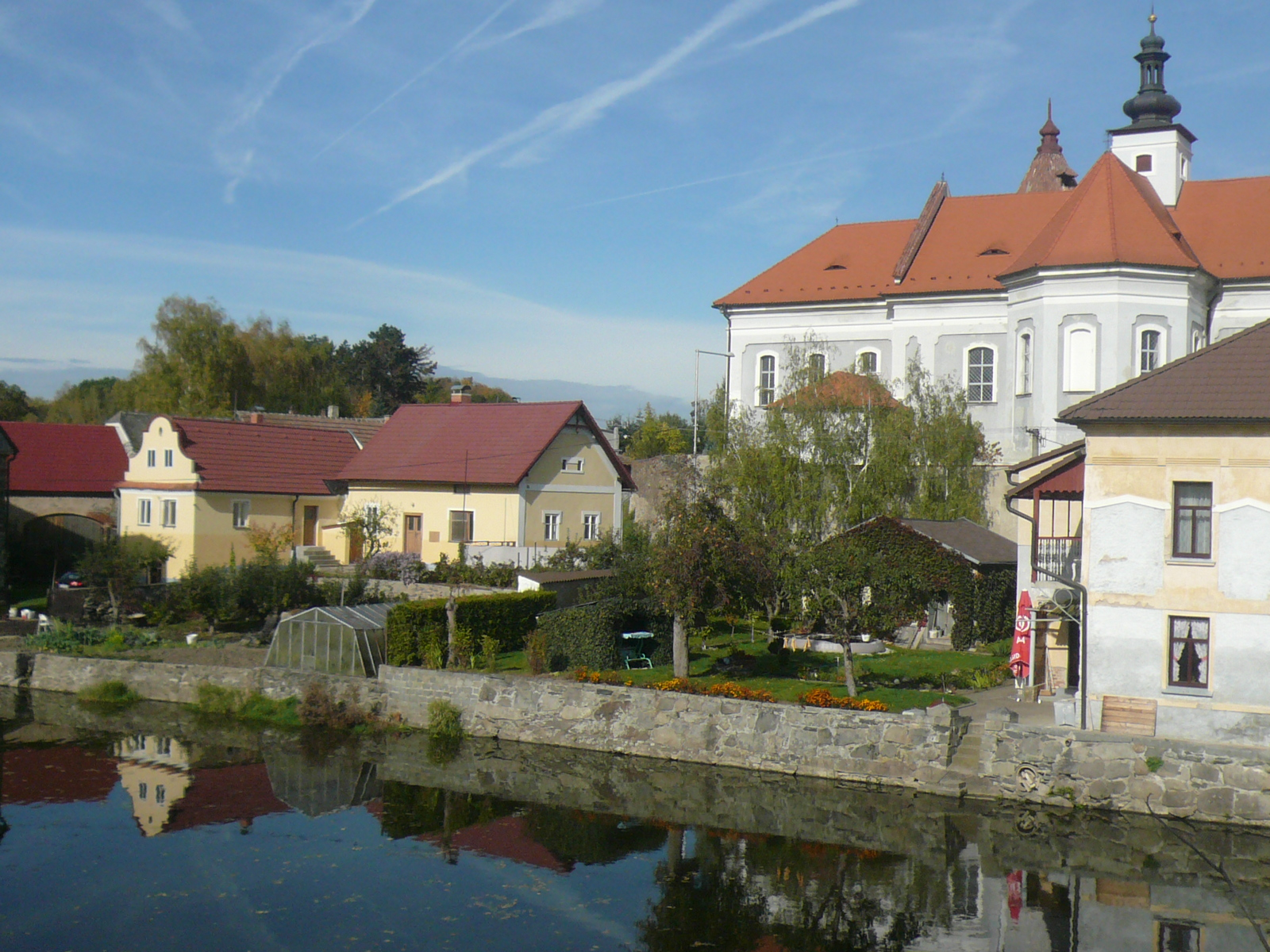
Kostel nad řekou Skalicí
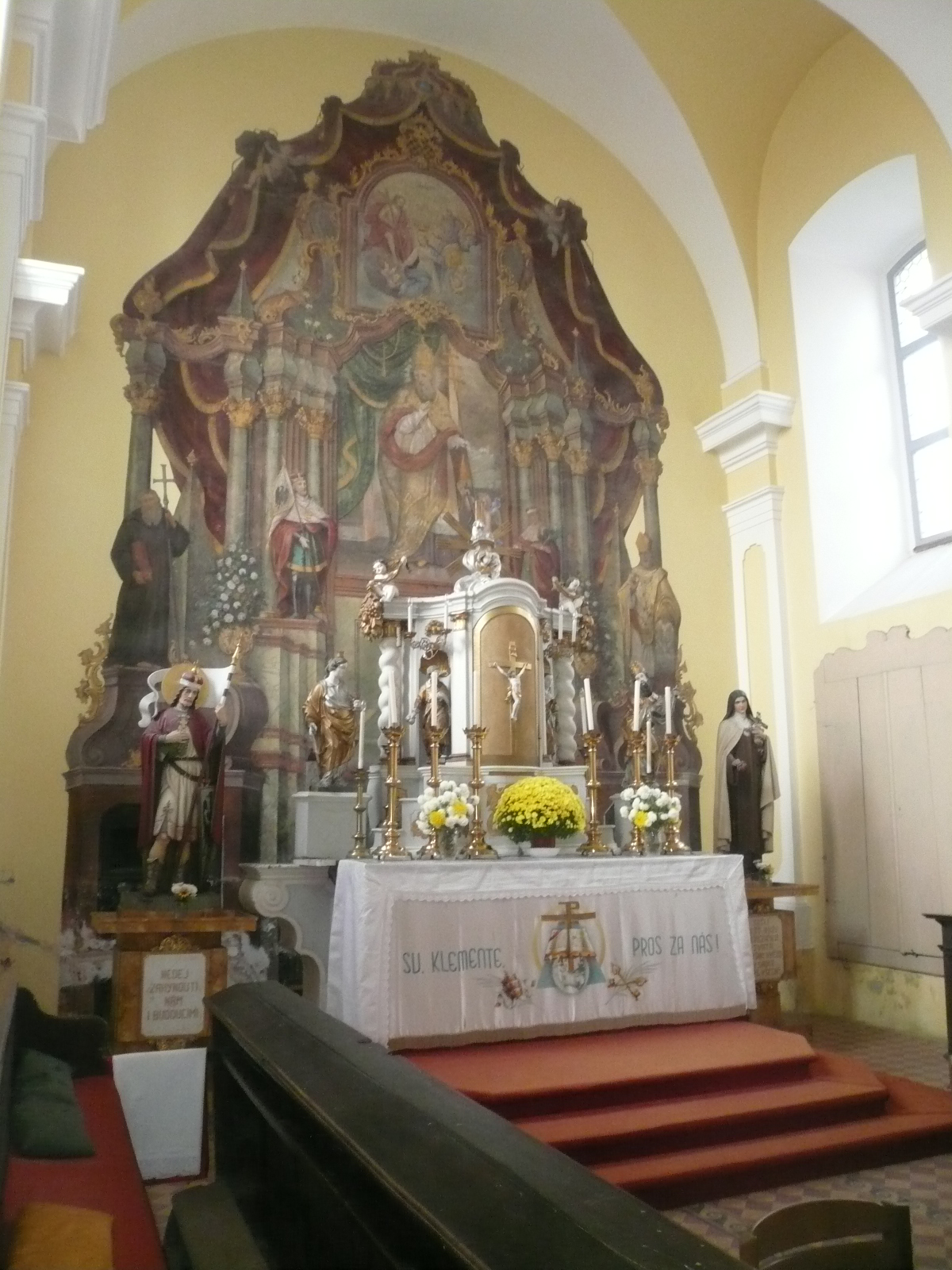
Hlavní oltář
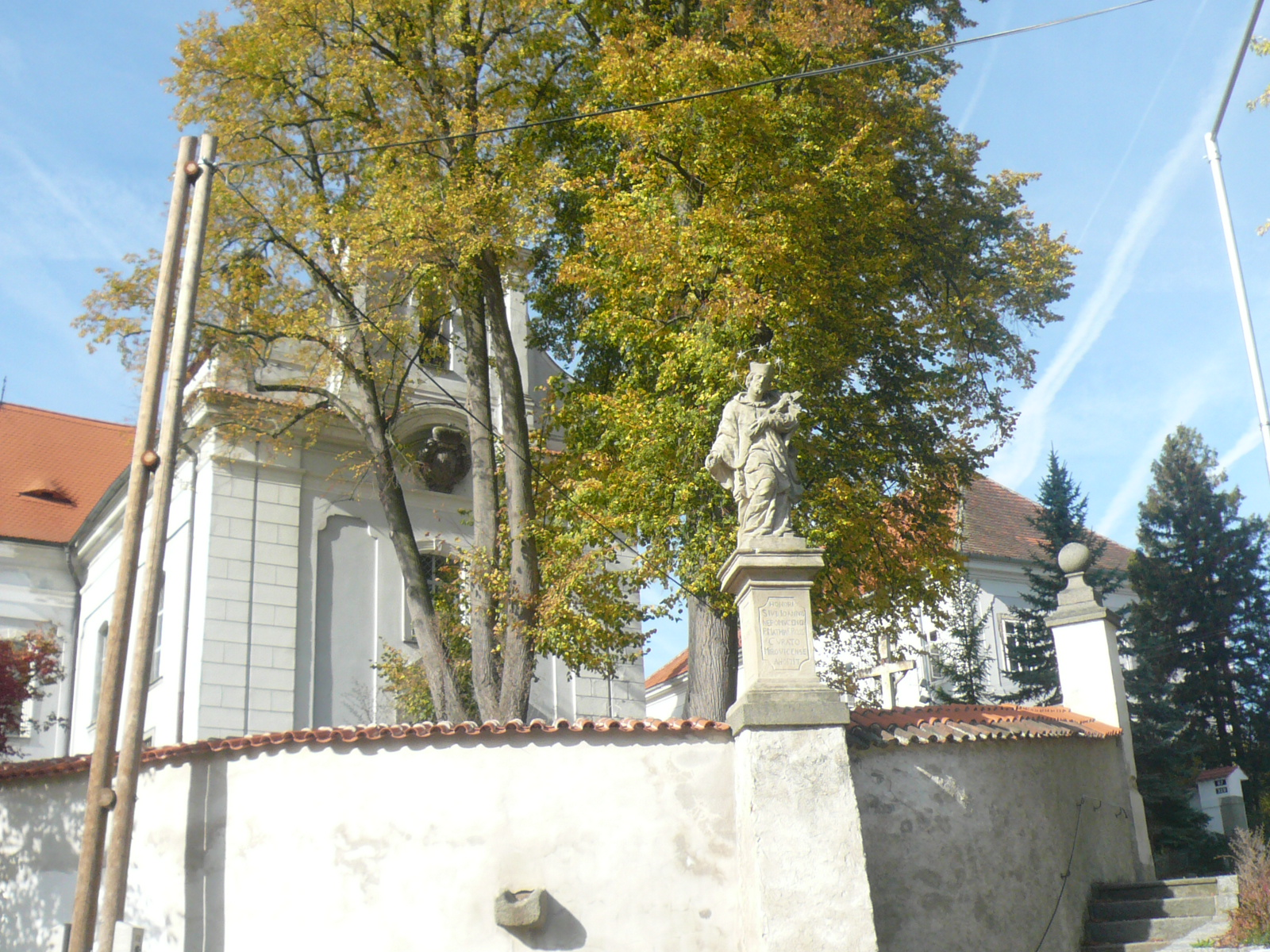
Socha sv. Jana Nepomuckého
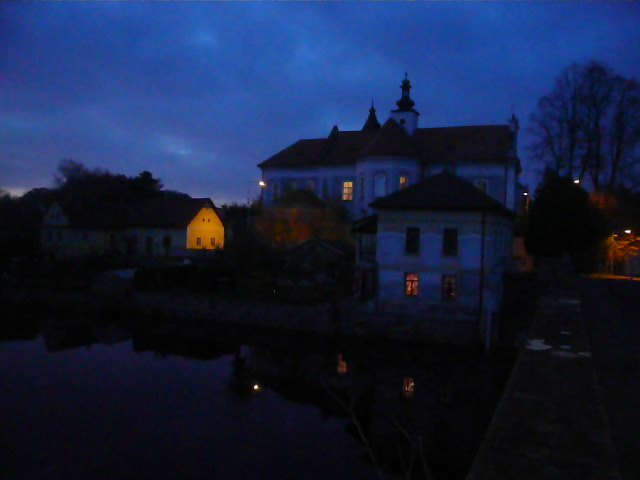
Kostel sv. Klimenta – večerní pohled
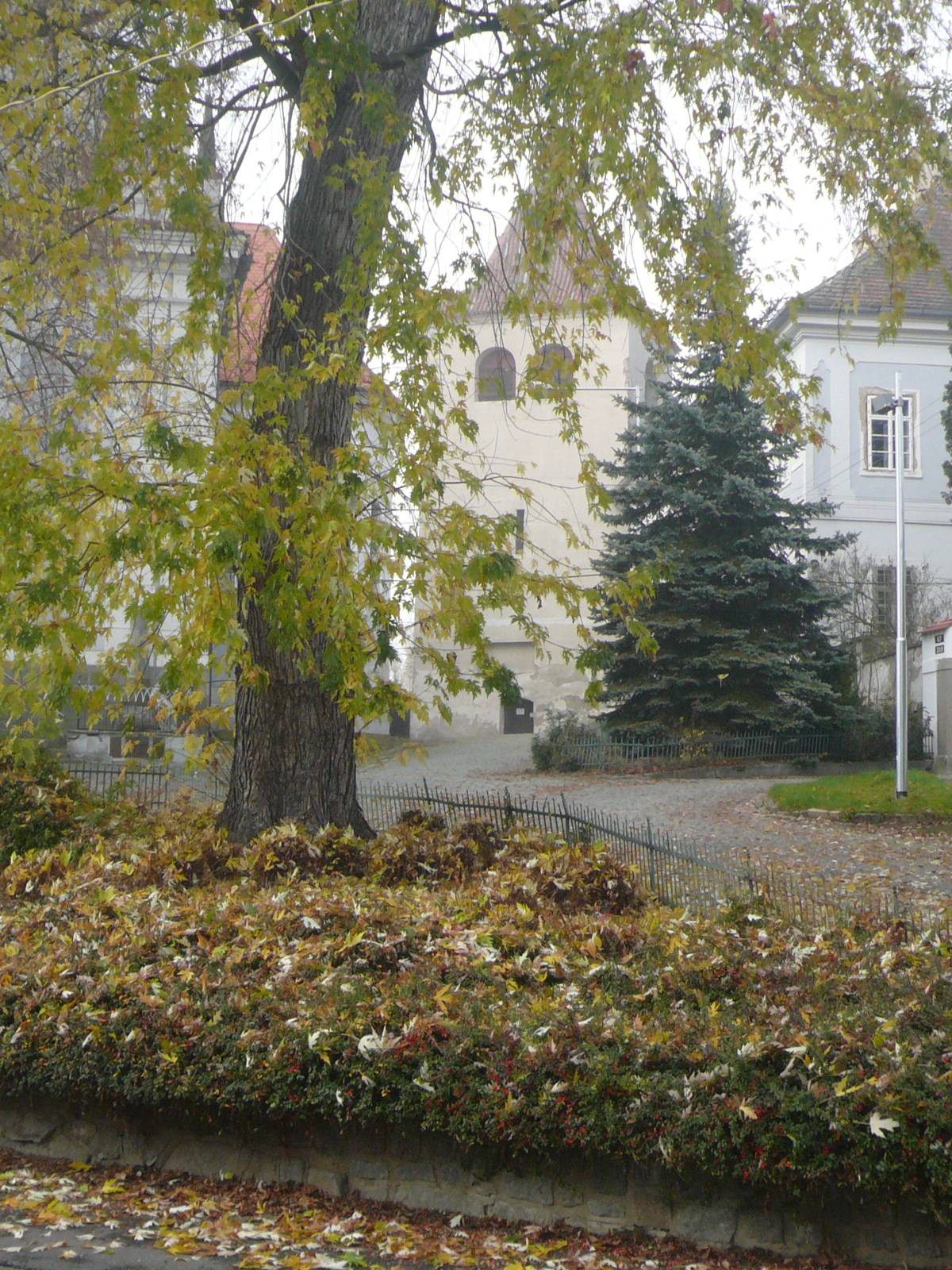
Věž u farní budovy
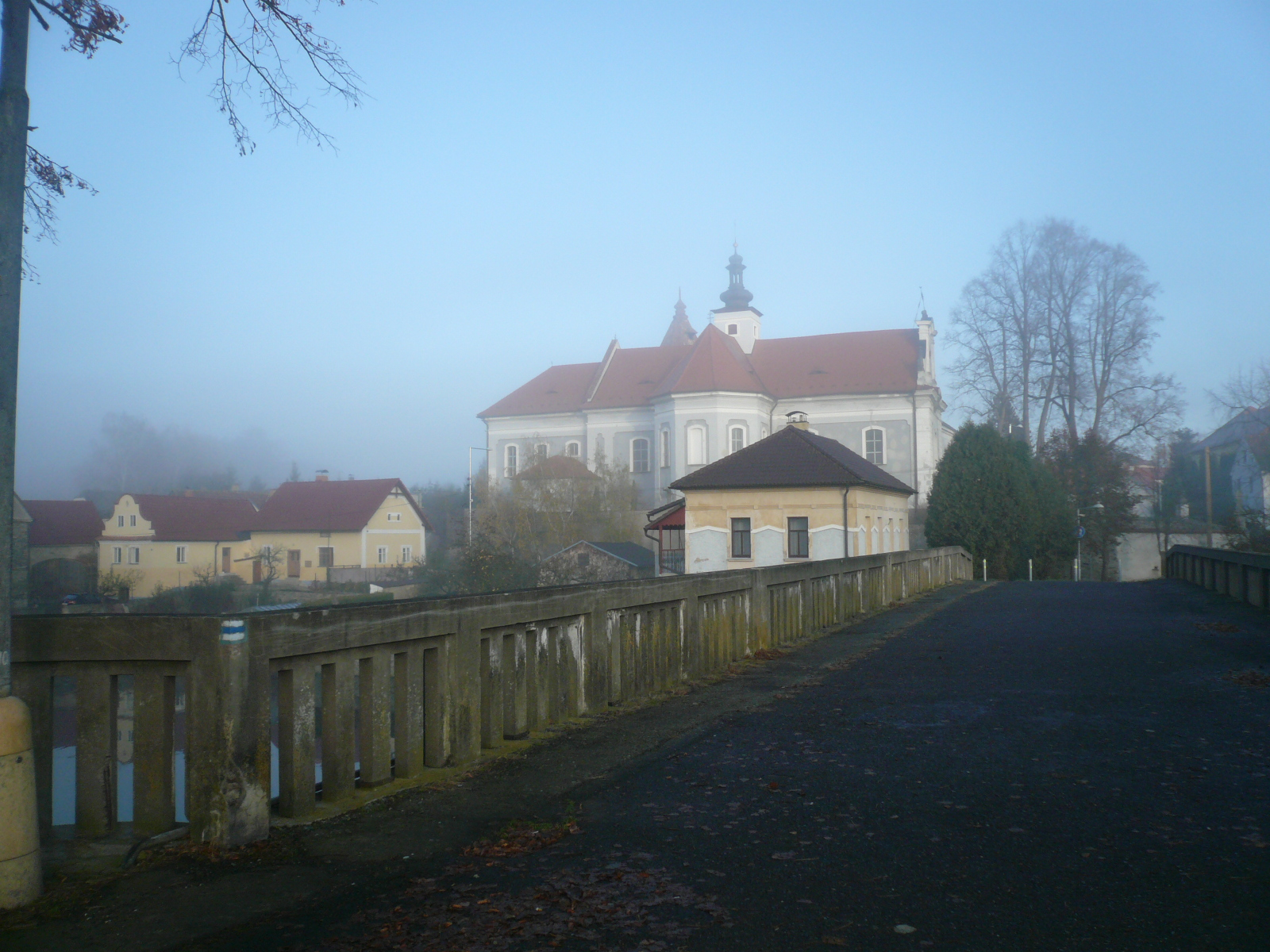
Pohled z mostu v mlze